# Hangende rol

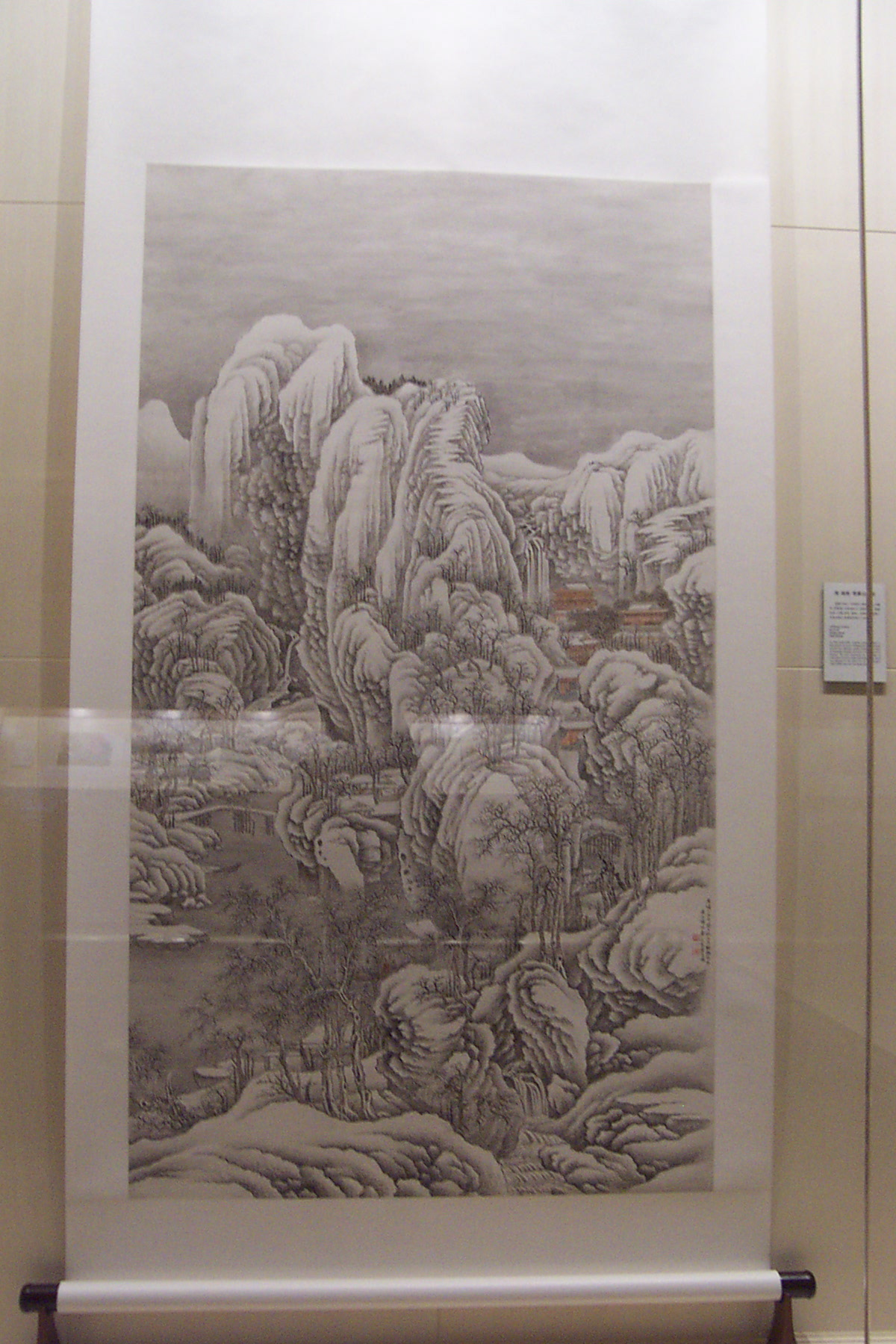
Chinese hangende rol in de Shanghai Museum.

Een hangende rol is een van de vele manieren om Chinese schilderingen en kalligrafie tentoon te stellen. Het was op deze manier mogelijk om een kunstwerk te waarderen in zijn geheel en met een publiek. Het ambacht en vakmanschap om een hangende rol te maken, wordt beschouwd als een kunstvorm op zich.
Hangende rollen worden voor beperkte periodes tentoongesteld en dan weer opgerold om op te slaan. Verzamelaars kunnen de rollen verwisselen volgens het seizoen of de aangelegenheid, waardoor deze rollen vrijwel zelden permanent worden tentoongesteld. De oppervlakte kan met papier of zijde worden begrensd en dient ook als versiering. De compositie is normaal gesproken met de voorgrond aan de bodem en de achtergrond aan de top.

## Geschiedenis
In China zijn de eerste rollen oorspronkelijk ontstaan uit bamboerollen en zijden banieren. De vroegste hangende rollen zijn gerelateerd aan en ontwikkeld uit zijden banieren.
Deze waren lang en hingen aan muren. Zijden banieren en hangende rol schilderingen zijn teruggevonden in de graftombes bij Mawangdui en dateren terug aan de Han-dynastie (206 v.Chr. – 220 n.Chr.). In de Tang-dynastie (618–907) waren de esthetische en structurele doelstellingen opgesteld, die nog steeds worden gebruikt in hangende rollen. Tijdens de Song-dynastie (960–1279) was dit formaat perfect voor de kunst van de artiesten, daarom ontstond er een verscheidenheid aan groottes en formaten van hangende rollen.